# Dobříšský park
Dobříšský park je anglický park u dobříšského zámku, od roku 2013 chráněný jako přírodní památka. Rozloha parku je 37,15 ha. Hlavním důvodem územní ochrany je lokalita výskytu páchníka hnědého (Osmoderma barnabita) a společenstva hercynských dubohabřin, suťových lesů, středoevropské bazifilní teplomilné doubravy, suchých acidofilních doubrav, acidofilních suchých trávníků a vlhkých pcháčových luk.
Mezi chráněnými živočichy jsou zde tesaříci piluna (Prionus coriarius) a dubinový (Plagionotus detritus), zlatohlávek tmavý (Oxythyrea funesta), užovka hladká (Coronella austriaca) a v Huťském rybníce, který zasahuje do parku, i invazní želva nádherná (Trachemys scripta elegans).

## Lokalita
Dobříšský park se nachází v městě Dobříš (okres Příbram) jako součást Dobříšského zámku. Celková rozloha parku činí 37,15 ha, které se rozkládají na východním a západním břehu zátoky od Huťského rybníka a Chotobušského (Sychrovského) potoka až jihovýchodně k silnici na Cholín a Sedlčany. Nedaleko parku se nachází také francouzský park, který kdysi zasahoval do části dnešního anglického parku.. Samotný zámek je také přírodní památkou.

## Historie

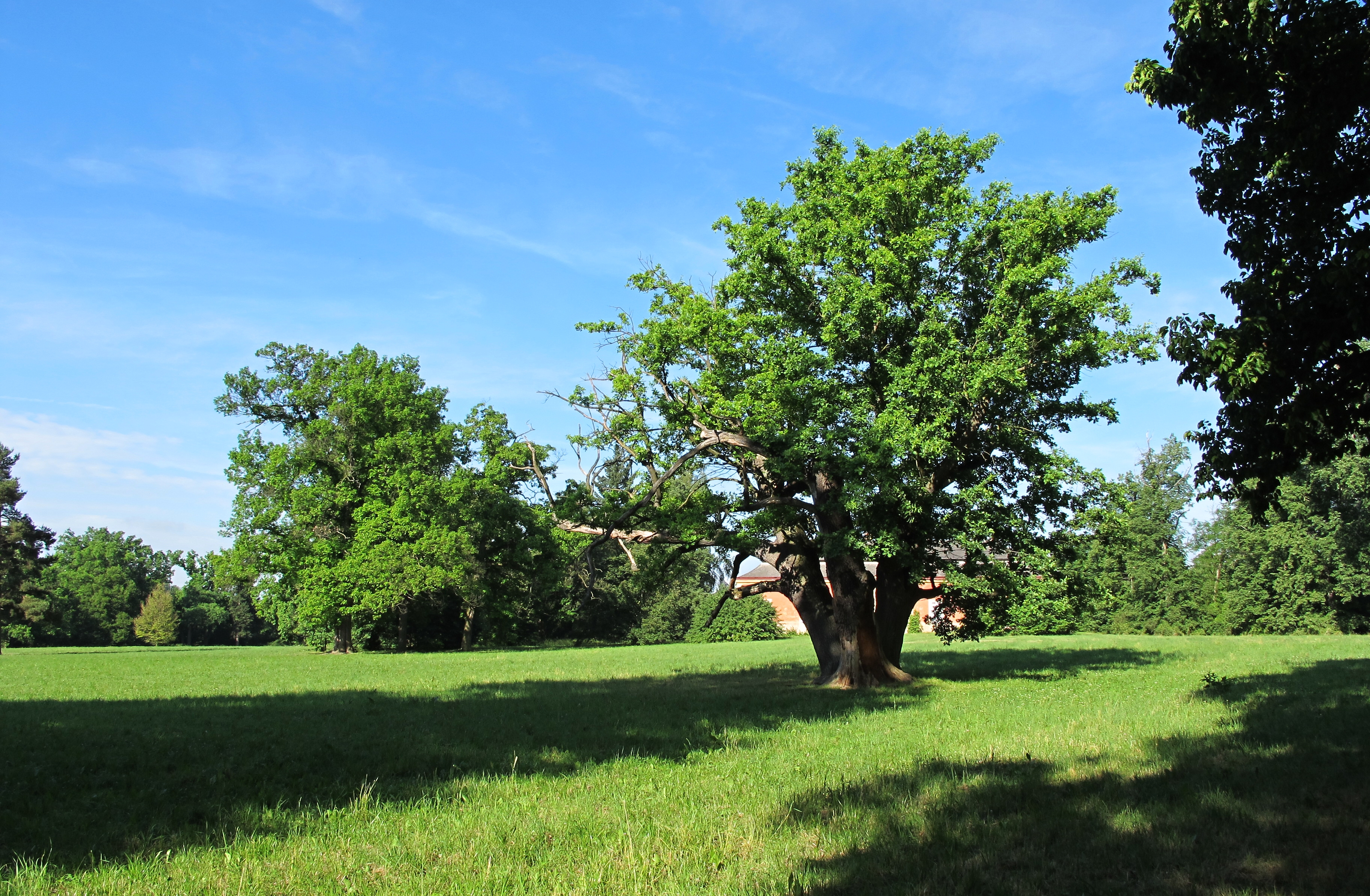
Starý dub v Dobříšském parku

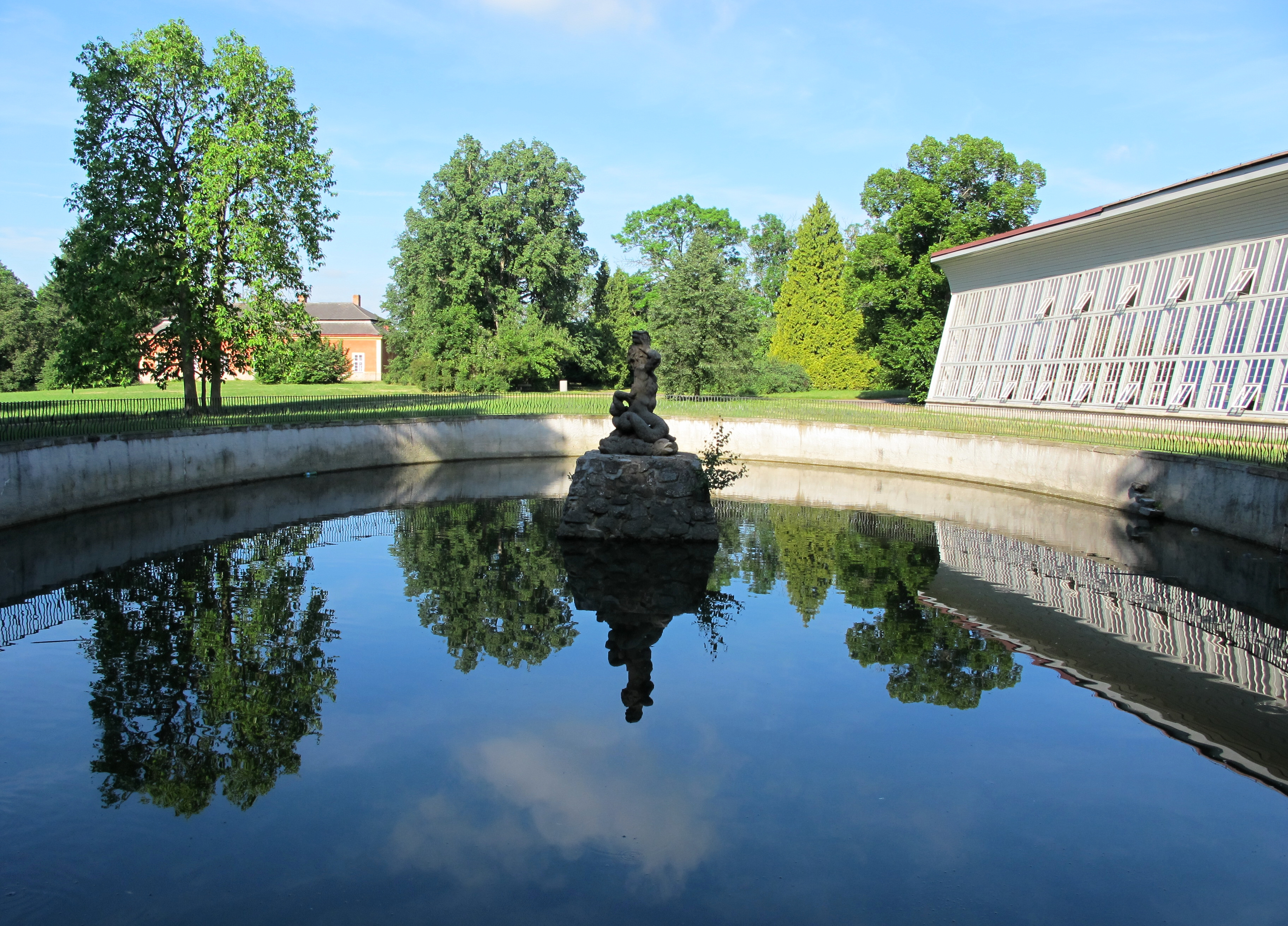
Kašna, oranžerie a v pozadí bývalé divadlo v Dobříšském parku

Původně sloužil areál jako bažantnice pro zdejší šlechtu, nicméně v době romantismu kdy společnost začala nahrazovat dosud oblíbené upravené a symetrické francouzské zahrady divokou a přirozenou přírodou, se bažantnice zrušila. Přesné datum vzniku anglického parku není známo, byť podle dochované kolorované malby od Ad. L. Stoczka lze téměř s jistotou prohlásit, že byl zhotoven již roku 1815. Jednalo se zřejmě o původní plán areálu, kde je také znázorněna hustá síť cest sjízdných kočárem, z něhož se některé dochovaly dodnes. Jednou z nich je např. cesta vedoucí z parku do Staré Hutě přes Čertův most, jenž byl vybudován v roce 1864 z odpadní strusky vzniklé při výrobě železa, pocházející z blízké cihelné huti.
K názvu mostu se váže příběh o ševci, který měl za úkol včas donést spravené střevíce do dobříšského zámku. Avšak cestu mu náhle znesnadnil rozvodněný potok táhnoucí se západní stranou parku, načež se zjevil čert, který mu pomohl překážku překonat poražením stromu, který ševci posloužil jako lávka. Název mostu však vznikl spíše na základě jeho černé barvy, neboť překlenuje údolí bez potoka. Zmíněný potok byl součástí náhonu vedoucího k mlýnu na východní straně zámku, přičemž jeho (byť dnes už vyschlé) koryto táhnoucí se přes celý park končí u zámecké vodárny. Později v roce 1879 za Josefa Františka Colloredo-Mansfelda se mlýn a přilehlé budovy v okolí parku zbořily, což mělo zásadní dopad na vývoj místní krajiny, neboť se místo těchto staveb začaly vysazovat lipové a kaštanové aleje, které stojí u hlavního vstupu do areálu dodnes. Také se zde zřídilo malé jezírko s umělým vodopádem a fontánou, která se rovněž dochovala. V době komunismu byl dobříšský zámek včetně přilehlého parku původním majitelům Colloredo-Mansfeld zkonfiskován a navrácen až v 90. letech minulého století. Od roku 1995 patří pod správu města Dobříš, přičemž je oblíbenou rekreační oblastí místních obyvatel. Dne 28.9. 2013 vyhlásil krajský úřad Středočeského kraje dobříšský park jako přírodní památku spadající v rámci IUCN do kategorie IV (Oblast výskytu druhu) z důvodu výskytu vzácného brouka páchníka hnědého (Osmoderma barnabita) a k zachování společenstva hercynských dubohabřin, suťových lesů, středoevropských bazifilních teplomilných doubrav, suchých acidofilních doubrav, acidofilních suchých trávníků a vlhkých pcháčových luk.

### Geologie
Podloží je tvořeno převážně kambickými pískovci a slepenci, na které v jihovýchodní části parku navazují proterozoické břidlice. Převládajícím typem půdy jsou kambizemě a v okolí vody i gleje.

### Fauna
I když území nebylo nikdy intenzivně obhospodařováno, během let kdy se zde budovala bažantnice, bylo nutné některé porosty vykácet pro možnost lovu a výstavbu voliér (v těchto voliérách je dnes možnost vidět místo bažantů např. lišku obecnou (Vulpes vulpes) nebo výra velkého (Bubo bubo), kteří sem byli dovezeni z nedaleké záchranné stanice pro volně žijící živočichy), což mělo paradoxně díky výmladkovému způsobu hospodaření pozitivní vliv na zdejší hmyz. Vyskytuje se zde vzácný druh brouka páchníka hnědého (Osmoderma barnabita), který je hlavním předmětem ochrany lokality a který se váže převážně na dubové porosty. Dalším chráněným hmyzem je tesařík piluna (Prionus coriarius) a tesařík dubinový (Plagionotus detritus) nebo zlatohlávek tmavý (Oxythyrea funesta). Byla zde zaznamenána i želva nádherná (Trachemys scripta elegans) a užovka hladká (Coronella austriaca).
Na tomto území byla také poprvé v České republice v roce 1905 vysazena ondatra pižmová (Ondatra zibethicus) bývalým majitelem panství Josefem Františkem Colloredo-Mansfeldem, který chtěl zvíře využít zejména kvůli jeho kožešině. Dva vysazené páry se rychle uchytily v nedalekém rybníku Papež, což motivovalo Mansfelda k další koupi tří párů, které opět vypustil na stejném místě v parku o rok později. Odtud se populace ondatry rychle rozšiřovala až po Orlické Hory a dál. I když byly dobříšské populace ondater během druhé světové války téměř vyhubeny, kvůli únikům z kožešinových farem se tento druh opět rychle rozmnožil, tentokrát po celé Evropě. Ve francouzském parku nedaleko Huťského rybníka byl vystavěn památník se sochou ondatry pižmové (Ondatra zibethicus), který tam stojí dodnes.

### Flóra
Zdejší rozmanitá vegetace se skládá především z různých stromových porostů a to zejména hercynské dubohabřiny v jihozápadní části s převažujícím dubem letním (Quercus robur), habrem obecným (Carpinus betulus) a jarními geofyty jako jsou jaterník podléška (Anemone hepatica) nebo sasanka hajní (Anemone nemorosa). Dále se v severozápadní části areálu vyskytují acidofilní doubravy, jejichž dominantní složkou je především dub zimní (Quercus petraea) či líska obecná (Corylus avellana). Velmi významné jsou i pcháčové a ovsíkové louky rozkládající se v centrální části parku. Z chráněných rostlin zde roste například bělozářka větevnatá (Anthericum ramosum), česnek chlumní (Allium senescens), jetel alpínský (Trifolium alpestre) a chlumní (Trifolium montanum), kakost krvavý (Geranium sanguineum), ostřice trsnatá (Carex cespitosa), rozrazil klasnatý (Pseudolysimachion spicatum) a smldník jelení (Peucedanum cervaria). Za zmínku stojí také xerotermní vegetace linoucí se po jihozápadním svahu parku, která je tvořena řadou ohrožených druhů jako je vstavač kukačka (Orchis morio), chrpa chlumní (Centaurea triumfettii) nebo kociánek dvoudomý (Antennaria dioica). Původní vegetace je dnes ohrožena některými invazními druhy jako jsou např. trnovník akát (Robinia pseudoacacia) či křídlatka japonská (Reynoutria japonica), které zde byly uměle vysazovány v 50. letech minulého století.
V západním cípu parku najdeme také 19 metrů vysoký a asi 400 let starý dub letní s obvodem kmene 530 cm, který byl v roce 1981 vyhlášen jako Památný strom.

### Hydrologie
Kdysi parkem vedl náhon, původně táhnoucí se od mlýnu na východní straně dobříšského zámku až k západnímu břehu Svatopolského potoka u zámecké vodárny. Byl napájen ze Svatopolského potoka, nicméně od roku 1950 kdy byla v části koryta zřízena retenční nádrž, náhon ztratil možnost napojení na zdroj vody a postupem času vyschl. Nyní představuje významný vodní tok Sychrovský potok, který se vlévá do Huťského rybníka, kde mimo jiné byla poprvé v České republice v roce 1905 vysazena ondatra pižmová (Ondatra zibethicus).

## Ochrana území
Ochrana území dobříšského parku a jeho managmentu úzce souvisí s jeho historickým využitím. V období romantismu 19. století kdy park vznikl byly přirozené parky v anglickém stylu již upřednostňovány před dosavadním převládajícím stylem francouzským, který naopak kladl důraz na symetričnost. Od samotného začátku byly při budování parku využity místní dřeviny a jelikož lokalita nebyla nikdy intenzivně hospodářsky využívána, řada původních stromů se zachovala dodnes. Výsadba původních druhů dřevin jako jsou například duby spolu s důsledně regulovaným zásahem mělo na krajinný charakter parku pozitivní vliv, zejména co se týče výskytu jeho dnešního hlavního předmětu ochrany- páchníka hnědého (Osmoderma barbita). Páchník hnědý (Osmoderma barnabita) je saproxylický druh brouka, který osidluje stromové dutiny zejména listnatých stromů jako jsou například duby, lípy, jilmy a vrby. V rámci managementu území s cílem o dlouhodobé udržení populace tohoto vzácného hmyzu je proto žádoucí tyto druhy stromů s dutinami v parku ponechat a to zejména ty, které tvoří v parku aleje, neboť se jedná o prosvětlená místa, kterým dává páchník přednost. V případě nutného odstranění některých zejména starých stromů z důvodu bezpečnosti je nutné pokácené dřevo ponechat v blízkosti původního místa výskytu minimálně jeden rok, aby měl hmyz dostatek času na osídlení jiných stromů. K plošnému kácení celých alejí či ostatních porostů by ovšem nemělo dojít za žádných okolností, neboť se jedná o nevratný přímý zásah do biotopu chráněného druhu. Jelikož tento druh preferuje zejména alejové stromy, je naopak výsadba a zachování alejí více než žádoucí. Za vhodný managment území lze také považovat regulované ořezávání vrb (tzv. pollarding), kdy dochází k vytváření tzv. hlavatých vrb s dutinami. Za naopak nevhodné hospodaření je nutno zmínit zejména používání instekticidů či jiných chemických látek a to především v souvislosti s odstraňováním náletů invazivních rostlin (jako např. trnovník akát), jejichž likvidace je sice velice žádoucí, nicméně pouze bez použití jakýchkoliv biocidů.
Jelikož je park oblíbeným rekreačním místem, dalším negativním vlivem na celkovou prosperitu místní krajiny je zejména znečišťování odpadky a vandalismus. Tento problém lze alespoň částečně omezit regulovanou otevírací dobou, kdy je park pro veřejnost přístupný přes den, ale nikoliv v noci. I tak je ovšem při návštěvě parku nutné brát ohled na výjimečnost zdejších přírodních poměrů a dodržovat návštěvnický řád (chození pouze po vyznačených cestách, zákaz odhazování odpadků...).
První snahy o legislativní ochranu území dobříšského parku sahají do roku 2005, kdy byl park vyhlášen Evropsky významnou lokalitou pro výskyt brouka páchníka hnědého (Osmoderma barnabita) a to zejména zásluhou rodu Colloredo-Mansfeld. I když byl park zbudován a od počátku patřil rodu Colloredo-Mansfeld, byl v období 1948-1989 zkonfiskován státem. V tomto období péče o území výrazně strádala, jelikož park v důsledku zanedbané údržby až příliš zarostl, což mělo negativní dopad zejména na výskyt páchníka hnědého (Osmoderma barnabita), který upřednostňuje spíše prosvětlená místa. V roce 1989 byl park navrácen původním majitelům a v roce 2013 byl vyhlášen přírodní památkou.